# ベーレンライター出版社
ベーレンライター出版社（ドイツ語: Bärenreiter-Verlag）は、ドイツのカッセルに本拠をおくクラシック音楽関連の出版社である。

## 概要
原典版出版社として知られており、演奏家向けの楽譜のほかにも音楽関係の書籍を幅広く扱っている。また、メッツラー社との共同で出版されたDie Musik in Geschichte und Gegenwart （通称MGG、「音楽の歴史と現在」）は音楽事典としては最大クラスである。1923年にカール・フェーテレによって創業。現在、カッセルを中心に約140人の従業員がおり、バーゼル、ロンドン、ニューヨーク、プラハに拠点をもつ。
ロマン派や近代音楽の主要な楽譜は、フェーテレが1923年に会社を創業した時点で既にライプツィヒやマインツの老舗出版社が独占している状態であった。そこで、フェーテレは青少年音楽活動や、リコーダー、オルガンのための楽譜など、時代の求めに応じた出版物を提供し、さらにはハインリヒ・シュッツの再認識やバッハ以前の音楽の発見を契機として、バッハ、ヘンデル、モーツァルト、ベートーヴェン、シューベルトなどの音楽に対して学術的、批判的考証を加えた全集版を出版し、ベーレンライター社はその後一躍有力音楽出版社となった。